# Regierungsbezirk Montabaur
| Regierungsbezirk Montabaur | Regierungsbezirk Montabaur |
| -------------------------- | -------------------------- |
| Bestandszeitraum           | 1946–1968                  |
| Zugehörigkeit              | Rheinland-Pfalz            |
| Verwaltungssitz            | Montabaur                  |
| Anzahl Gemeinden           | 385                        |
| Fläche                     | 1.783,22 km²               |
| Einwohner                  | 278.041 (30. Juni 1968)    |
| Bevölkerungsdichte         | 156 Einw./km²              |

Der Regierungsbezirk Montabaur war einer von fünf Regierungsbezirken, in die sich das 1946 neu gebildete Land Rheinland-Pfalz bis 1968 gliederte. Die anderen waren die ebenfalls 1946 neu errichteten Regierungsbezirke Rheinhessen (Sitz in Mainz) und Pfalz (Sitz in Neustadt an der Weinstraße) sowie die bereits 1816 von Preußen eingerichteten Regierungsbezirke Koblenz und Trier. Sein Gebiet entspricht etwa den heutigen Landkreisen Westerwaldkreis und Rhein-Lahn-Kreis.

## Geschichte
Der 1866 gebildete Regierungsbezirk Wiesbaden, Teil der preußischen Provinz Hessen-Nassau, war nach dem Zweiten Weltkrieg von den Besatzungsmächten  durch eine Zonengrenze geteilt worden. Der Hauptteil des Regierungsbezirks lag in der Amerikanischen Besatzungszone und wurde 1945 Bestandteil des Landes Hessen. Der Regierungsbezirk Montabaur wurde zum 1. Mai 1946 für den in der Französischen Besatzungszone gelegenen kleineren nordwestlichen Teil geschaffen und dem Land Rheinland-Pfalz zugeschlagen. Er war damit der kleinste Regierungsbezirk des Landes.
Der Regierungsbezirk war einer der Brennpunkte der Kampagne für ein Volksbegehren ab 1956, die die Ablösung großer Teile von Rheinland-Pfalz und deren Zuordnung zu benachbarten Bundesländern zum Ziel hatte. Ende 1955 gründete sich in Diez der Heimatbund Hessen-Nassau, der eine Vereinigung mit dem größeren Teil des Regierungsbezirks Wiesbaden und damit einen Anschluss an Hessen propagierte. Die Organisation stand der SPD und der FDP nahe. Die Organisation stellte am 3. Januar 1956 beim Bundesinnenministerium den Antrag auf Rückgliederung des Regierungsbezirks Montabaur in den Regierungsbezirk Wiesbaden. Damit übernahm sie die Verantwortung, bis zum 5. Februar Unterschriften für die Zulassung eines entsprechenden Volksbegehrens von mindestens zwei Prozent der Wahlberechtigten in dem Gebiet zu sammeln. Zum Stichtag wurden 18.500 statt der nötigen 16.700 Unterschriften übergeben. Darüber hinaus betrieb der Heimatbund Agitation für sein Ziel, unter anderem mit der Zeitschrift „Nassauer Land“.
Am 2. März 1956 ließ das Bundesinnenministerium das Volksbegehren zu. Damit begann die zweite Stufe, in der sich mindestens zehn Prozent der Wahlberechtigten im Regierungsbezirk Montabaur bis Anfang April in Listen eintragen mussten, um für den Anschluss an Hessen zu stimmen. Zu diesem Zeitpunkt verschärfte sich die Gegenwehr in der Region. Die örtliche Presse lehnte den Heimatbund und eine Veröffentlichung seiner Mitteilungen weitgehend ab. Im März 1956 gründete sich zudem auf Betreiben der rheinland-pfälzischen Landesregierung und der örtlichen CDU der Bund Rheinland-Pfalz als Gegenorganisation. Es folgten publizistische Auseinandersetzungen zwischen den beiden Organisationen. Einige Bürgermeister versuchten, die Eintragung in die Listen zu behindern. Schließlich trugen sich aber 25,4 % der Wahlberechtigten im Regierungsbezirk Montabaur ein. Das parallele Verfahren in Rheinhessen ging ebenfalls zugunsten eines Anschlusses an Hessen aus.
Damit war die Bundesregierung verpflichtet, einen Volksentscheid über die Länderumgliederung bis zum 5. Mai 1958 durchzuführen. Diese Frist verstrich, und auch juristische Klagen der hessischen Landesregierung mit dem Ergebnis des sogenannten Hessenurteils und der Heimatbünde in Rheinhessen und Montabaur gegen die Bundesregierung blieben erfolglos. Die politische Debatte zog sich mit geringer Intensität sowohl auf Bundesebene als auch regional über die folgenden Jahre hin, wobei kaum noch spezifische Fragen des Regierungsbezirks Montabaur diskutiert wurden, sondern die Neugliederung der Bundesländer allgemein.
Am 1. Oktober 1968 wurde der Regierungsbezirk Montabaur aufgelöst und in den Regierungsbezirk Koblenz eingegliedert. Sein Gebiet entspricht weitgehend den heutigen Landkreisen Rhein-Lahn-Kreis und Westerwaldkreis.
Am 19. Januar 1975 kam es dann doch noch zum Volksentscheid. 41,1 Prozent der Wahlberechtigten im ehemaligen Regierungsbezirk Montabaur beteiligten sich. 30,9 % stimmten für eine Angliederung an Hessen, 69,1 % für Rheinland-Pfalz.

## Ehemalige Verwaltungsgliederung
Der Regierungsbezirk Montabaur umfasste die Landkreise Oberwesterwaldkreis (Westerburg), Loreleykreis (Sankt Goarshausen), Unterlahnkreis (Diez) und Unterwesterwaldkreis (Montabaur).

## Regierungspräsidenten
- 1946–1947: Peter Altmeier (1899–1977)
- 1947–1951: Alois Zimmer (1896–1973)
- 1952–1962: Hermann Schüling (1897–1977)
- 1962–1963: Klemens Schlüter (1911–1963)
- 1963–1967: Walter Schmitt (1914–1994) (Personalunion mit Koblenz)
- 1967–1968: Waldemar Leibmann (1923–2004[2]) (Personalunion mit Koblenz)